# Blanche Forsythe
Blanche Forsythe foi uma atriz britânica da era do cinema mudo.

## Filmografia selecionada
- Sixty Years a Queen (1913)
- East Lynne (1913)
- Jane Shore (1915)
- Tommy Atkins (1915)
- Brigadier Gerard (1915)
- Trapped by the London Sharks (1916)
- A Just Deception (1917)